# Viljandi linnastaadion
O Viljandi linnastaadion é um estádio multi-uso localizado na cidade de Viljandi, Estônia. O estádio tem capacidade para 2506 pessoas e recebe partidas de futebol do JK Viljandi Tulevik.